# Obuwie bezpieczne
Jeżeli edytujesz kod źródłowy, to aby uzyskać taki efekt: teoria, elektronem, Witolda Gombrowicza – twórz linki według składni: [[teoria]], [[elektron]]em, [[Witold Gombrowicz|Witolda Gombrowicza]].

Obuwie bezpieczne – obuwie klasyfikowane jako Środek Ochrony Indywidualnej (ŚOI) pracowników zgodnie z Rozporządzeniem Parlamentu Europejskiego i Rady (UE) 2016/425 z dnia 9 marca 2016r i spełniające wymogi normy PN-EN ISO 20345. Obuwie posiada właściwości ochronne palców u stóp do 200 J. Obuwie bezpieczne używane jest do prac ogólnych o wysokim stopniu zagrożeń mechanicznych i posiada oznaczenie S – „safety”
- SB wymagania podstawowe
  - podnosek wytrzymujący uderzenia z energią do 200 J oraz zgniecenie do 15 kN.
  - cholewka obuwia wykonany z dwoiny skórzanej lub innego materiału o wytrzymałości takiej jak wymagane minimum według normy
  - wysokość cholewki odpowiadająca normie
  - podeszwa urzeźbiona

- S1 cechy podstawowe SB +
  - właściwości antyelektrostatyczne
  - absorpcja energii w części piętowej
  - część piętowa zamknięta
  - podeszwa antypoślizgowa

- S1P cechy S1 +
  - odporność na przebicie (P) – podpodeszwa lub wkładka odporna na przebicie

- S2 cechy jak dla S1 +
  - cholewka wodoodporna – nie przepuszcza wody przez minimum 1 godzinę

- S3 cechy jak dla S2 +
  - podpodeszwa lub wkładka odporna na przebicie

- S4 cechy jak dla S1 +
  - wodoszczelność (obuwie wysokie)

- S5 cechy jak dla S4 z dodatkowymi właściwościami
  - podpodeszwa lub wkładka odporna na przebicie
  - podeszwa urzeźbiona

- SBH cechy obuwia bezpiecznego hybrydowego

## Objaśnienia kodów dodatkowych oznaczających stopień ochrony obuwia bezpiecznego
- Odporność i właściwości całego obuwia
  - A – Właściwości antyelektrostatyczne – obuwie antyelektrostatyczne
  - C – Właściwości przewodzenia – obuwie prądoprzewodzące
  - I – Właściwości elektroizolacyjne – obuwie elektroizolacyjne
  - WR – Odporność całego obuwia na wodę
  - ESD – odporność obuwia na elektryczność statyczną zgodna z PN-EN 61340-5-1[4]
  - WG – obuwie spełnia wymagania obuwia przeznaczonego dla spawaczy zgodnie z PN-EN ISO 20349-1[5]
  - F – wysokie obuwie dla strażaków zgodne z PN-EN 15090[6]
    - FP – wysokie obuwie dla strażaków z podeszwą odporną na przebicie
    - FA – wysokie obuwie dla strażaków posiadające właściwości antyelektrostatyczne
    - FAP – FA+FP
- Odporność podeszwy na poślizg
  - SRA – Odporność na poślizg na podłożu ceramicznym pokrytym roztworem laurylosiarczanu sodu (SLS)
  - SRB – Odporność na poślizg na podłożu ze stali pokrytym glicerolem
  - SRC – Odporność na poślizg na obydwu ww. podłożach SRA+SRB

- Dodatkowe odporności podeszwy
  - P – Odporność podeszwy na przebicie
  - HRO – Odporność podeszwy na kontakt z gorącym podłożem do 300 °C
  - HI – izolacja podeszwy od ciepła od 150 °C do 250 °C
    - HI1 utrzymanie temperatury mniejszej niż 42 °C przez 30 min przy 150 °C
    - HI2 utrzymanie temperatury mniejszej niż 42 °C przez 20 min przy 250 °C
    - HI3 utrzymanie temperatury mniejszej niż 42 °C przez 40 min przy 250 °C

  - CI – izolacja podeszwy od zimna do –20 °C
  - E – absorpcja energii w części piętowej
  - FO – odporność podeszwy na olej napędowy

- Odporność cholewki
  - WRU – Odporność cholewki na przesiąkanie i pochłanianie wody
  - CR – Odporność cholewki na przecięcie

## Dodatkowe oznaczenia na obuwiu bezpiecznym specjalistycznym
- PN-EN ISO 17249 – Obuwie bezpieczne odporne na przecięcie piłą łańcuchową[7]
- PN-EN 13832-2 – Obuwie chroniące przed substancjami chemicznymi -- Część 2: Wymagania w przypadku ograniczonego kontaktu z substancjami chemicznymi[8]
- PN-EN 13832-3 – Obuwie chroniące przed substancjami chemicznymi – Część 3: Wymagania w przypadku długotrwałego kontaktu z substancjami chemicznymi[9]